# Scott Danough
Scott Danough (...) è un chitarrista statunitense.
È stato chitarrista della band metalcore Bleeding Through e degli ora sciolti Eighteen Visions.

## Discografia
| Data              | Titolo                                    | Casa editrice                        |
| 17 aprile 2001    | Dust to Ashes                             | Prime Directive Records              |
| 30 aprile 2002    | Portrait of the Goddess                   | Indecision Records                   |
| 23 settembre 2003 | This Is Love, This Is Murderous           | Trustkill Records                    |
| 28 aprile 2005    | This Is Love, This Is Murderous (Reissue) | Trustkill Records/Roadrunner Records |
| 10 gennaio 2006   | The Truth                                 | Trustkill Records/Roadrunner Records |